# Malo (Cilicia)
Malo (en griego, Μαλλός) fue una antigua ciudad griega de Cilicia.
Según la tradición, Malo había sido fundada por colonos de Argos. También se decía que sus fundadores habían sido los héroes Anfíloco y Mopso tras la Guerra de Troya. Una de las tradiciones contaba que, tras fundar la ciudad, Anfíloco había vuelto a Argos, pero regresó a Malo y allí fue excluido del gobierno, por lo que se enfrentó en lucha contra Mopso y murieron ambos. Se creía que sus tumbas estaban cerca de Magarso. Algunos autores también situaban la disputa entre Calcante y Mopso, en Malo, así como la muerte de Calcante en Malo en lugar de en Claros.
Alejandro Magno tomó la ciudad en el año 333 a. C., resolvió una revuelta civil que había entre sus habitantes y les perdonó los impuestos, puesto que él mismo se consideraba descendiente de los Heraclidas de Argos. También ofreció sacrificios en honor a Anfíloco, considerado uno de los fundadores míticos de la ciudad. Desde Malo, emprendió el camino a través de las Puertas Amanides hacia Miriandro, en busca de las tropas del rey persa Darío.
Otra noticia que se contaba sobre Malo es que cerca de la fortaleza de Herpa el rey Ariarates había obstruido la corriente del río Cármalas, pero después se rompió el dique y el agua destruyó parte de los bienes de los alrededores de Malo, por lo que Herpa tuvo que pagar indemnizaciones a los afectados.
En Malo había un importante oráculo de Anfíloco, donde los oráculos se daban por medio de sueños, que floreció en época romana, aunque se desconoce la antigüedad del mismo. De Malo era el gramático Crates de Malos, así como Filístides de Malos. Cerca de ella estaba la ciudad de Egeas
Magarso era el puerto de Malo. Ambas ciudades formaron parte de la ciudad de Antioquía del Píramo durante el reinado de Antioco IV. Durante este reinado, las ciudades de Tarso y Malo se sublevaron cuando fueron cedidas por el rey a su concubina, Antióquida.
Se conservan monedas acuñadas por Malo desde el siglo V a. C.
Se localiza en unos restos situados en una colina próxima a la población turca de Kiziltahta.